# Uelzener Rambour
Der Uelzener Rambour ist ein in Norddeutschland verbreiteter Tafel- und Wirtschaftsapfel und eine beliebte Streuobstsorte. Ein Hauptanbaugebiet ist die Lüneburger Heide. Der Baum gilt als robust und starkwüchsig und braucht einen sonnigen bis halbschattigen Standort.
Der Uelzener Rambour ist ursprünglich ein Zufallssämling, aus der Zeit von vor 1900 aus dem Garten einer Frau Mass in Wrestedt nahe Uelzen.
Die Früchte sind meistens mittelgroß bis groß und fallen sofort durch ihre intensiv rot gefärbte Schale auf.
Das feste, saftige, grün- bis gelblich-weiße feste Fruchtfleisch ist sehr aromatisch und hat einen süßlichen oder säuerlichen Geschmack. Erntereif sind die Früchte ab Oktober. Dank der guten Lagerfähigkeit und Langlebigkeit erstreckt sich die Genussreife von Oktober bis Januar.